# علي يعقوب (لاعب كرة قدم إماراتي)
علي يعقوب (مواليد 9 يناير 1993، لاعب كرة قدم إماراتي يجيد اللعب في خط الهجوم.

## مسيرة اللاعب
لعب سابقاً مع نادي الشعب ونادي الحمرية ونادي البطائح ونادي مصفوت ونادي الرمس.

## روابط خارجية
- هذه المقالة غير مرتبط بويكي بيانات